# Phostria luridombrina
Phostria luridombrina là một loài bướm đêm trong họ Crambidae.